# Ивас, Анте
Анте Ивас (хорв. Ante Ivas, 26 декабря 1939, Водице) — хорватский епископ, возглавлявший епархию Шибеника с 1997 по 2016 год.

## Биография
Родился 26 декабря 1939 года в Водице.
Начальное образование получил в родном городе, затем окончил гимназию при семинарии в Задаре. Изучал богословие на теологическом факультете Загребского университета. По окончании учёбы 5 июля 1964 года рукоположен в священники.
До 1966 года служил викарным священником в соборе Шибеника, затем настоятелем нескольких приходов региона. В 1988 году назначен генеральным викарием Шибеникской епархии. В 1996 году внезапно скончался епископ Шибеника Сречко Бадурина, после его смерти Анте Ивас руководил епархией, занимая пост епархиального администратора.
5 февраля 1997 года папа Иоанн Павел II назначил Анте Иваса новым епископом Шибеника. Епископская хиротония состоялась 19 марта 1997 года, главным консекратором был кардинал Франьо Кухарич. 3 июня 2016 года объявил о своей отставке, его преемником стал епископ Томислав Рогич.
Входит в состав Конференции католических епископов Хорватии, где возглавляет Совет по делам молодёжи.